# Das Glück liegt auf der Straße
Das Glück liegt auf der Straße ist eine deutsche Filmkomödie von Franz Antel aus dem Jahr 1957. Es handelt sich um eine Neuverfilmung der Komödie Dreizehn Stühle, die ihrerseits lose auf dem Roman Zwölf Stühle von Ilja Ilf und Jewgeni Petrow beruht.

## Handlung
Felix Rabe ist ein kleiner Angestellter in einem Frisiersalon. Er hat ein Haarwuchsmittel erfunden, das er an Generaldirektor Kartzer testet und das bisher wirkungslos scheint. Eines Tages erhält er einen Brief vom Amtsgericht: Seine Tante Caroline ist verstorben und hat ihn zum Universalerben eingesetzt. Felix lässt den Frisiersalon und die in ihn verliebte Mitarbeiterin Elfie zurück und fährt in die Stadt. Carolines Wohnung ist bis auf ein Selbstporträt und 13 Biedermeierstühle jedoch leer. Felix versetzt die Stühle kurzerhand bei Antiquitätenhändler Tobby Zimmt, der selbst in Geldschwierigkeiten steckt. Weil er seine Miete bereits lange nicht gezahlt hat, hat ihm der Vermieter die junge Helga Müller vorbeigeschickt, die das ausstehende Geld eintreiben soll. Andernfalls droht die Kündigung.
Felix packt am nächsten Morgen resigniert seine Sachen und nimmt auch das Porträt von Tante Caroline an sich. Im Rahmen steckt ein Brief, in dem sie ihm mitteilt, dass die Erbschaft von 100.000 Mark in einem der Stühle versteckt ist. Die hat Tobby jedoch in der Zwischenzeit verkaufen können. Felix verspricht ihm 20 % der Gesamtsumme, wenn er ihm beim Suchen hilft. Zu zweit begeben sie sich nun zu den verschiedenen Stuhlkäufern. Bei Ringer Oskar Wuttke finden sie zwei Stühle, jedoch in ihnen kein Geld, zwei weitere Stühle entdecken sie in einer Kaserne, wo sie sich als Inspektoren ausgeben, jedoch auch hier kein Geld entdecken. Im Kaufhaus Karstadt imitieren sie Schaufensterpuppen, um einen weiteren Stuhl aufschneiden zu können. Weiter führt die Suche sie zu einer Mutter von sechs Kindern, bei der Tobby als Kindermädchen einspringt und zwei weitere Stühle aufschneidet. Einen Stuhl müssen sich beide für später aufheben, da er in zwei Tagen versteigert werden wird. In einer Tanzschule finden sie einen weiteren Stuhl und stören im Schauspielhaus eine Vorstellung, um den in der Bühnendeko stehenden Stuhl durchsuchen zu können. In einer Nervenklinik zerstören sie drei Stühle und werden deswegen als psychisch auffällig in eine Gummizelle gesperrt. Erst Helga kann beide am Tag der Versteigerung befreien.
Auf der Auktion ersteigern Felix und Tobby aus Versehen nicht den Stuhl, sondern eine Fortuna-Figur. Der Stuhl gehört Dr. Kalmus, der ihn nicht hergeben will. Tobby schmuggelt sich daher in sein Büro ein und wirft den Stuhl kurzerhand aus dem Fenster. Vor dem Fenster sollte eigentlich Felix stehen, der jedoch vor dem plötzlich auftauchenden Otto Wuttke geflohen ist. Der Stuhl landet in einem Lieferwagen, der Spenden für das Waisenhaus der Stadt sammelt. Am Abend vermuten Felix und Tobby, das der jeweils andere den Stuhl mitbringt. Am Ende trennen sich beide im Zorn, da Tobby glaubt, Felix wolle ihn um seinen Anteil betrügen. Erst Helga hört im Radio, dass das Waisenhaus von einem unbekannten Wohltäter in einem Stuhl 100.000 Mark erhalten habe. Felix und Tobby eilen zum Waisenhaus, um den Irrtum aufzuklären, werden dort jedoch Zeuge, wie die tiefbewegte Leiterin des Heims dem unbekannten Wohltäter dankt. Beide kehren daher mit leeren Händen heim. Zunächst erkennen sie, dass sie alle vier nichts haben: Tobby muss seinen Laden schließen, Helga wurde entlassen, weil sie das Mietgeld nicht beschaffen konnte, Felix ist pleite und Elfie hat im Frisiersalon gekündigt. Die beiden Paare beschließen, zusammenzubleiben. Da erscheint Generaldirektor Kartzer mit vollem Haupthaar. Felix’ Haarwuchsmittel ist wirksam und so gründen die vier die Haarwuchsmittel A.G. Rabe und Zimmt und sind nun reiche und glückliche Leute.

## Produktion
Die Dreharbeiten zu Das Glück liegt auf der Straße fanden ab April 1957 statt. Die Kostüme schuf Trude Ulrich, die Filmbauten stammen von Hertha Hareiter und Otto Pischinger. Der Film erlebte am 1. August 1957 im Düsseldorfer Residenz-Theater seine Premiere.
Illo Schieder singt im Film das Lied Raketen-Rock. Das Lied Weißt du, wie schön das ist wird von Walter Giller, Georg Thomalla, den Sunnies, dem Cornell-Trio sowie den Schneeberger Sängerknaben interpretiert.

## Kritik
Der film-dienst nannte Das Glück liegt auf der Straße ein „harm- und witzloses Remake des Heinz-Rühmann-Erfolgs 13 Stühle“. „Schlecht gepolstert und gar nicht lustig“, stellte Cinema fest.